# ماكس فيراري
ماكس فيراري (بالإيطالية: Max Ferrari)‏ هو صحفي وسياسي إيطالي، ولد في 29 مايو 1971 في سنة فاريزي في إيطاليا. حزبياً، نشط في رابطة الشمال.